# الثريا (مسلسل)
الثريا مسلسل درامي سوري إنتاج عام 1997.

## قصة العمل
يرصد المسلسل حياة أسرة باشا من أصول تركية (خالد تاجا) عشية وصبيحة خروج العثمانيين من سورية ثم دخول الفرنسيين. يعتبر المسلسل ملحمة عن البطولة الفردية والعشق، فيرصد قصة حب نادرة بين ثريا، ابنة الباشا (سوزان نجم الدين) و عكاش، أحد قطاع الطرق المناوئين للأتراك (جمال سليمان)، كما يرصد أيضاً بدايات التنوير في المجتمع.

## الممثلين
- جمال سليمان
- سمر كوكش
- سوزان نجم الدين
- خالد تاجا
- ثناء دبسي
- سليم صبري
- سلوى سعيد
- فارس الحلو
- عمر حجو
- يارا صبري
- باسم ياخور
- شكران مرتجى
- سيف الدين سبيعي
- فاتن شاهين
- هناء نصور
- أميرة حجو
- سحر فوزي
- محمود حامد
- بشار القاضي
- عبد المنعم عمايري
- وائل رمضان
- محمد خير الجراح
- زهير عبد الكريم
- بشار إسماعيل
- ثناء دبسي
- عبد الرحمن أبو القاسم
- سومر نجار
- عبد الهادي صباغ

## الأصول التاريخية للعمل

### جورج سميث{1840- 1876} و مروره من عفرين عام 1873 والحديث عن قاطع طريق مشهور
اعداد : دلدار ميتاني مراجعة: طاهر حبش
جورج سميث عالم آثار بريطاني مختص في تاريخ الحضارة الاشورية ينسب لهذا العالم اكتشاف ملحمة گلگامش ومكتبة نينوى الأثرية.

### مروره منعفرينعام 1873
كان في طريقه من مدينة الإسكندرون إلى الموصل، عندما غادر مدينة أسكندرون ومضيق بيلان وسهل العمق وصل إلى عفرين إلى قرية حمام بالتحديد، حيث يقول في كتابه الاكتشافات الآشورية الطبعة الأولى 1875 ص30 مايلي :
"في عفرين استرحنا لتناول وجبة في منتصف النهار، وهنا سمعنا عن مآثر لصٍ شهير كان طليقاً، كان الرجل واحداً من الجنود غير النظاميين في الجيش التركي، ولكن بعد ذلك تخلى عن الخدمة وتحول إلى قاطع الطريق. ومع كل الجهود التي بذلتها السلطات فشلت في القبض عليه... ثم يقول جورج إن قاطع الطريق هذا كان كريما على الفلاحين والأهالي ويساعد الفقراء. ويقول في موضعٍ آخرَ من نفس الصفحة : قبل فترة قصيرة من وصولي إلى هناك، كان قد نهب محطة عفرين."

## من هو هذا اللص الشهير
أعتقد أنَّ هذا اللصَّ وقاطع الطريق هو نفسه كرو الكردي الشخصية الشهيرة التي اشتهرت في ولاية حلب بقطع الطريق ونهب الأغنياء ومساعدة الفقراء وقد تحدثت الكاتبة والمستشرقة البريطانية الليدي آن بلنت {1837-1917} في كتابها قبائل بدو الفرات التي مرت من المنطقة عام 1876 و هي أيضا تقول أن كرو من أطراف عنتاب وكان جندياً سابقأً في جيش العثماني وتحول إلى قاطع طريق، ولكن عندما وصلت الليدي إلى حلب كان كرو قد اعتُقل ونُقل إلى مدينة يافا في فلسطين وحكم عليه بالسجن 15 عاما.
ولكن القصص والحكايات عن كرو لم تنتهي، بل كانت منتشرةً في كل مكان على شكل نوادرَ وطرائف في سائر أنحاء ولاية حلب،
وقام الكاتب السوري الحلبي نهاد سيريس بتحويل شخصية {كرو الكردي} إلى نص درامي.
ثم أصبح النص مسلسلاً حمل اسم {الثريا } بطولة {جمال سليمان وسوزان نجم الدين} وأنتج عام 1997 و تم تصوير مسلسل في منطقة عفرين في ميدانكي وجبل ليلون ونبي هوري.